# George Farquhar
George Farquhar (asi 1677 – 29. dubna 1707) byl irský dramatik.

## Život
Vystudoval Trinity College v Dublinu a začal tam působit jako herec. Když nechtě zranil jiného herce, stáhl se ze scény a začal psát hry. Roku 1698 se v londýnském divadle Drury Lane hrál jeho první kus, "Láska a láhev" (Love and a Bottle), druhý kus, "Stálí manželé" (A Constant Couple) založil jeho slávu a hrál se až do konce století. V letech 1704-1705 působil jako verbíř na anglickém venkově a tuto zkušenost zpracoval ve hře "Verbíř" (The Recruiting Officer), kterou B. Besson nově zpracoval a roku 1955 uvedl na jevišti Berliner Ensemble pod názvem "Bubny a trumpety".

## Dílo

### České překlady
- Bertolt Brecht, Elisabeth Hauptmann a Benno Besson. Bubny a trumpety : veselohra o 12 obr.. Překlad A. a M. Liehmovi (z německého Pauken und Trompette). Praha: Dilia, 1959. 126 s.
- FARQUHAR, George. Galantní lest. Překlad Josef Schwarz. Praha: Dilia, 1971. 113 s.